# Бутройд, Джон
Джон Бутройд (англ. John C. (Charles) Boothroyd) — американский микробиолог. Доктор философии (1979), именной профессор (Burt and Marion Avery Professor) Стэнфорда, где проработал почти четыре десятилетия, в 1999—2002 годах завкафедрой Stanford University School of Medicine. Состоял членом совета НАН США (член АН с 2016).
Исследователь одноклеточных эукариот Trypanosoma brucei и Toxoplasma gondii. Ассоциированный вице-провост Стэнфорда, председатель академического совета Schmidt Science Fellows (с 2023). Лауреат многих отличий.
Окончил Университет Макгилла (бакалавр биологии с отличием, 1975), докторскую степень получил в Эдинбургском университете. Затем начал карьеру в фармацевтическом секторе в Wellcome Research Laboratories близ Лондона, работал там на протяжении трех лет, в частности над вирусом ящура. Вернувшись в академическую сферу — в Стэнфорд, продолжит там работать над трипаносомами.
Публиковался в Science.